# 楚汉争雄
楚汉争雄是一部根据熊誠等人所著同名小说改编的中国古装电视剧。描述了秦朝末年到楚汉之争、汉朝建立的历史故事。导演陈家林，2011年10月开拍于中国焦作影视城，2012年11月27日上映。

## 演员表
- 任程伟 饰 项羽
- 黄秋生 饰 刘邦
- 金　晨 饰 虞姬
- 柯　蓝 饰 吕雉
- 姚　刚 饰 韩信
- 马晓伟 饰 张良
- 陈　锐 饰 萧何
- 徐　敏 饰 范增
- 李　博 饰 陈平
- 钟卫华 饰 项伯
- 延　桀 饰 项庄
- 郑仕明 饰 英布
- 倪　土 饰 龙且
- 何涌生 饰 季布
- 应昊茗 饰 钟离昧
- 杨丰宇 饰 虞子期
- 韩　东 饰 樊哙
- 段卫平 饰 夏侯婴
- 张津赫 饰 雍齿
- 含　笑 饰 曹参
- 王妍苏 饰 戚夫人
- 王靖云 饰 薄姬
- 午　马 饰 黄石公
- 李叶青 饰 秦娥
- 关慧卿 饰 云儿
- 寇世勋 饰 秦始皇
- 郭凯敏 饰 李斯
- 石小满 饰 赵高